# Neofriseria pseudoterrella
Neofriseria pseudoterrella is een vlinder uit de familie tastermotten (Gelechiidae). De wetenschappelijke naam is voor het eerst geldig gepubliceerd in 1928 door Rebel.
De soort komt voor in Europa.